# Laxia
Le Leizarraga ou Laxia est un affluent en rive gauche de la Nive à Itxassou, au Pays basque.
Il se forme entre Artzamendi et Gorospil.

## Principaux affluents
Abréviations : (G) ou (rg) Affluent rive gauche ; (D) ou (rd) Affluent rive droite ; (CP) Cours principal, signale le nom donné à une partie du cours d'eau prise en compte dans le calcul de sa longueur.
- - (G) Ithurrarteko erreka, du Mondarrain
    - (G) Bordagaineko erreka, du col de Legarre

  - (D) Markiztako erreka, du Malda
  - (D) Hegi zorrotza
  - (D) Naparruntzeko erreka
  - (D) Berandotzeko erreka
    - (D) Halegiko bordako erreka
    - (D) Artagiako bordako erreka

  - (D) Istiletako erreka
  - (D) Antsategiko erreka
  - (G) Iriberriko erreka
  - (D) Arretxemendiko erreka
  - (G) Peruskiko bordako erreka